# ريبيكا واتس
ريبيكا واتس (بالإنجليزية: Rebecca Watts)‏ (1983)؛ كاتِبة وشاعرة بريطانية. درست في كلية الثالوث.